# Воронино (Тотемський район)
Воро́нино (рос. Воронино) — присілок у складі Тотемського району Вологодської області, Росія. Входить до складу Великодворського сільського поселення.

## Населення
Населення — 20 осіб (2010; 42 у 2002).
Національний склад (станом на 2002 рік):
- росіяни — 98 %